# Sergei Alexejewitsch Kapustin
Sergei Alexejewitsch Kapustin (russisch Сергей Алексеевич Капустин; * 13. Februar 1953 in Uchta; † 4. Juni 1995 in Moskau) war ein sowjetischer Eishockeyspieler.

## Karriere
Während seiner Karriere spielte der Stürmer bei Krylja Sowetow Moskau, HK ZSKA Moskau und HK Spartak Moskau. Insgesamt erzielte er 277 Tore in 517 Spielen in der sowjetischen Liga. So wurde er in das Team der sowjetischen Eishockeynationalmannschaft berufen. Am 5. November 1972 stand er in einem Spiel gegen Finnland zum ersten Mal für die Sbornaja auf dem Eis. Seine internationale Karriere wurde mit der Goldmedaille bei den Olympischen Winterspielen 1976 gekrönt. Für die Nationalmannschaft erzielte er 120 Tore in 208 Länderspielen. Am 21. Dezember 1985 bestritt er sein letztes Länderspiel. 1975 wurde er in die „Russische Hockey Hall of Fame“ aufgenommen. Beim NHL Entry Draft 1982 wurde er in der 7. Runde an 141. Stelle von den New York Rangers ausgewählt. 
Die Jahre von 1986 bis 1988 verbrachte er in Österreich und spielte für den Innsbrucker EV und den Salzburger EC.

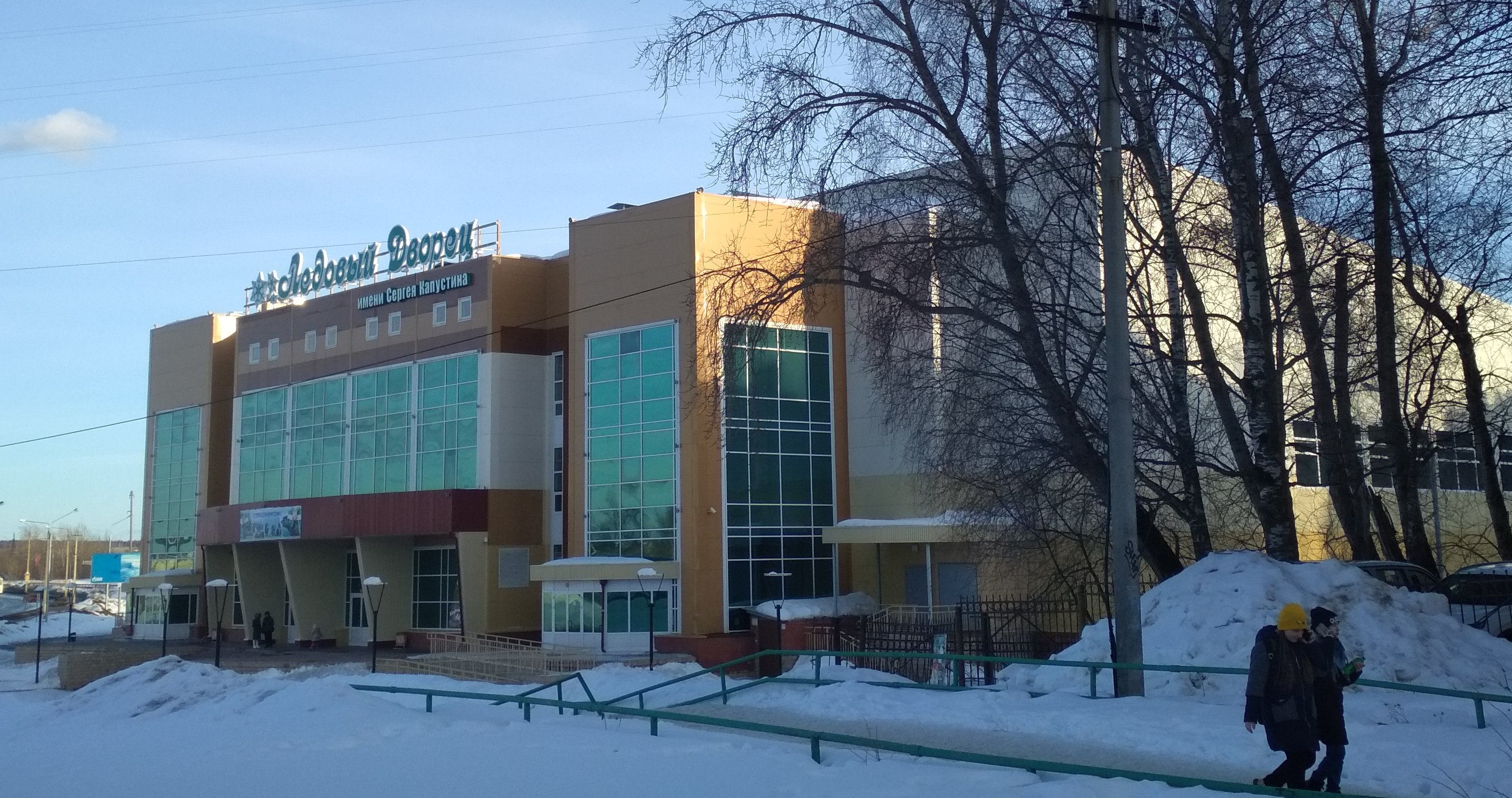
Sergei-Kapustin-Eispalast in Uchta